# Twisp
Twisp az Amerikai Egyesült Államok északnyugati részén, Washington állam Okanogan megyéjében elhelyezkedő város. A 2010. évi népszámlálási adatok alapján 919 lakosa van.

## Történet
1897. július 30-án Henry C. Glover a Methow-völgyben megalapította Gloversville-t. A településen hamarosan egy üzlet és egy postahivatal is nyílt; a postamester 1898-ban Glover lett. A helység hamarosan felvette a Twisp nevet, melynek eredete vitatott; az elfogadott nézőpont szerint a szó az okanagan nyelvű „txʷəc'p” kifejezésből ered, melynek jelentése darázs. 1899. június 29-én Amanda P. Burgar Gloversville-től nem messze megalapította Twispet; a két település hamarosan összeolvadt.
Twisp lakói eleinte bányászok és farmerek voltak. Az infrastruktúra egy gyógyszertárból, egy bankból, egy szállóból, két szalonból és egy metodista templomból állt. A környéken vadászó methow indiánok rendszeresen kereskedtek a helyiekkel. Twisp 1909. augusztus 6-án kapott városi rangot; a képviselőtestület első feladata a szesztilalom kérdésének eldöntése volt. 1910-ben a kérdésben népszavazást tartottak; a választás napján mindkét szalonban ingyen lehetett alkoholhoz jutni, így a lakosság 56–32 arányban elutasította a tilalmat. 1911-ben elérhetővé vált az elektromos áram; az első filmszínház ugyanezen évben nyílt meg. A 12 109 dollár és 69 cent költségvetésből megépült iskola (Twisp School) 1912. január 15-én nyitotta meg kapuit.
1924. július 24-én nem sokkal éjfél után a belvárosban tűz ütött ki; mivel az épületek többsége fából épült, két lakóház és 23 más építmény megsemmisült; a körzetben csak a gyógyszertár és a bank maradt ép, mivel ezek téglából épültek.
1940-ben az iskolát ötvenezer dollárból könyvtárral, tanulószobával és tornateremmel egészítették ki, a gimnáziumot pedig új szárnyba költöztették.
Az 1940-es évek elején a gazdaság meghatározó ága volt a faipar; a második legnagyobb üzemet Ernest és Otto Wagner működtették; miután 1943-ban fűrészüzemük leégett, a vállalkozást Twispbe költöztették át. Egy 1963-as újságcikk szerint az üzem léte nagy szerepet játszik a teljes Methow-völgy életében.
1948-ban a Columbia folyó és mellékágainak áradása négymillió dolláros kárt okozott a térségben; megszakadt az áram- és a telefonszolgáltatás, továbbá minden híd és több lakóház is megsemmisült.
1972-ben a Washington State Route 20 elérte a települést, így megnőtt a lakosok és a munkalehetőségek száma is. 1973-ban új gimnázium épült Twisp és Winthrop között, így a régi épületet bezárt; 1979-ben itt nyílt meg a helyi közösségi ház.
2009-ben az elhagyatott őrházban nyílt meg a TwispWorks, amely vállalkozóknak és művészeknek biztosít alkotóhelyet.
Twispet a 2015-ös erdőtüzek során evakuálták; augusztus 19-én a városban három tűzoltó az oltás közben életét vesztette.

## Éghajlat
| Hónap                         | Jan.  | Feb.  | Már.  | Ápr.  | Máj. | Jún. | Júl. | Aug. | Szep. | Okt.  | Nov.  | Dec.  | Év    |
| ----------------------------- | ----- | ----- | ----- | ----- | ---- | ---- | ---- | ---- | ----- | ----- | ----- | ----- | ----- |
| Rekord max. hőmérséklet (°C)  | 13,9  | 16,7  | 26,1  | 31,7  | 37,8 | 38,9 | 41,1 | 40,6 | 37,8  | 30,6  | 20,0  | 16,1  | 41,1  |
| Átlagos max. hőmérséklet (°C) | −0,6  | 3,9   | 10,6  | 16,7  | 21,7 | 25,6 | 30,0 | 30,0 | 25,6  | 16,7  | 5,6   | −1,7  | 15,4  |
| Átlagos min. hőmérséklet (°C) | −9,4  | −7,8  | −3,3  | 0,0   | 4,4  | 7,8  | 10,0 | 9,4  | 5,0   | 0,0   | −3,9  | −10,0 | 0,2   |
| Rekord min. hőmérséklet (°C)  | −35,6 | −32,8 | −23,9 | −10,6 | −6,7 | −2,2 | −0,6 | −1,7 | −7,8  | −15,0 | −26,7 | −44,4 | −44,4 |
| Átl. csapadékmennyiség (mm)   | 50    | 35    | 26    | 19    | 28   | 30   | 19   | 14   | 11    | 27    | 53    | 64    | 376   |
| Forrás: The Weather Channel   |       |       |       |       |      |      |      |      |       |       |       |       |       |

## Népesség
A 2010-es népszámláláskor a városnak 919 lakója, 474 háztartása és 222 családja volt. A népsűrűség 304,3 fő/km2. A lakóegységek száma 524, sűrűségük 172,9 db/km2. A lakosok 94,6%-a fehér, 0,2%-a afroamerikai, 1,2%-a indián, 0,5%-a ázsiai, 0,4%-a a Csendes-óceáni szigetekről származik, 0,3%-a egyéb, 2,7%-a pedig kettő vagy több etnikumú. A spanyol vagy latino származásúak aránya 3,3% (2,4% mexikói,   0,9% egyéb spanyol vagy latino származású.)
A háztartások 19%-ában élt 18 évnél fiatalabb. 31,2% házas, 11,4% egyedülálló nő, 4,2% egyedülálló férfi, 53,2% pedig nem család. 46% egyedül élt; 15,3%-uk 65 éves vagy idősebb. Egy háztartásban átlagosan 1,94 személy élt; a családok átlagmérete 2,72 fő.
A medián életkor 46,1 év volt. A város lakóinak 17,5%-a 18 évesnél fiatalabb, 6,7% 18 és 24 év közötti, 24,3%-uk 25 és 44 év közötti, 33,3%-uk 45 és 64 év közötti, 18,2%-uk pedig 65 éves vagy idősebb. A lakosok 49,6%-a férfi, 50,4%-a pedig nő.

## Fordítás
Ez a szócikk részben vagy egészben  a   Twisp, Washington című angol Wikipédia-szócikk ezen változatának fordításán alapul.  Az eredeti cikk szerkesztőit annak laptörténete sorolja fel. Ez a jelzés csupán a megfogalmazás eredetét és a szerzői jogokat jelzi, nem szolgál a cikkben szereplő információk forrásmegjelöléseként.